# Trần Hưng Đạo, Hải Phòng
Phường Trần Hưng Đạo là một phường thuộc thành phố Hải Phòng.

## Địa lý
Phường Trần Hưng Đạo có vị trí địa lý:
- Phía bắc và phía tây giáp tỉnh Bắc Ninh.
- Phía nam giáp phường Chí Linh và phường Chu Văn An.
- Phía đông giáp phường Nguyễn Trãi và phường Trần Nhân Tông.

## Lịch sử
Địa bàn phường Trần Hưng Đạo trước đây thuộc thành phố Chí Linh, tỉnh Hải Dương.
Ngày 12 tháng 6 năm 2025, Quốc hội ban hành Nghị quyết số 202/2025/QH15 về việc sắp xếp đơn vị hành chính cấp tỉnh (nghị quyết có hiệu lực từ ngày 12 tháng 6 năm 2025). Theo đó, sáp nhập tỉnh Hải Dương vào thành phố Hải Phòng. Khu vực thành lập phường Trần Hưng Đạo thuộc thành phố Hải Phòng.
Ngày 16 tháng 6 năm 2025, Ủy ban Thường vụ Quốc hội bàn hành Nghị quyết sắp xếp các đơn vị hành chính cấp xã thuộc thành phố Hải Phòng năm 2025. Theo đó, sắp xếp toàn bộ diện tích tự nhiên, quy mô dân số của xã Lê Lợi và xã Hưng Đạo và một phần diện tích tự nhiên, quy mô dân số của phường Cộng Hòa thành phường mới có tên gọi là phường Trần Hưng Đạo.
Căn cứ theo đề án sắp xếp đơn vị hành chính cấp xã của thành phố Hải Phòng năm 2025, phường Trần Hưng Đạo được thành lập từ:
- Toàn bộ diện tích tự nhiên là 26,17 km², quy mô dân số là 11.398 người của xã Lê Lợi;
- Toàn bộ diện tích tự nhiên là 12,77 km², quy mô dân số là 6.665 người của xã Hưng Đạo;
- Một phần diện tích tự nhiên là 27,95 km², quy mô dân số là 17.869 người của phường Cộng Hòa.

Phường Trần Hưng Đạo có diện tích tự nhiên là 66,89 km² (đạt 1.216,22 % so với tiêu chuẩn) và quy mô dân số là 35.932 người (đạt 171,10 % so với tiêu chuẩn).
Về tên gọi, phường lấy tên gọi Trần Hưng Đạo do mảnh đất này ghi dấu ấn của vị anh hùng dân tộc này.

## Du lịch

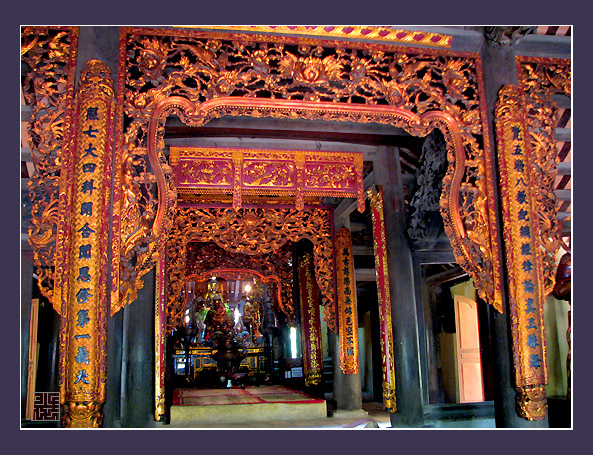
Chính điện Chùa Côn Sơn

Trên địa bàn phường có một số di tích thuộc Khu di tích Côn Sơn - Kiếp Bạc nằm trong Quần thể di tích Vĩnh Nghiêm - Yên Tử - Côn Sơn, Kiếp Bạc đã được UNESCO công nhận là Di sản Văn hóa Thế giới như Chùa Côn Sơn và Đền Kiếp Bạc.

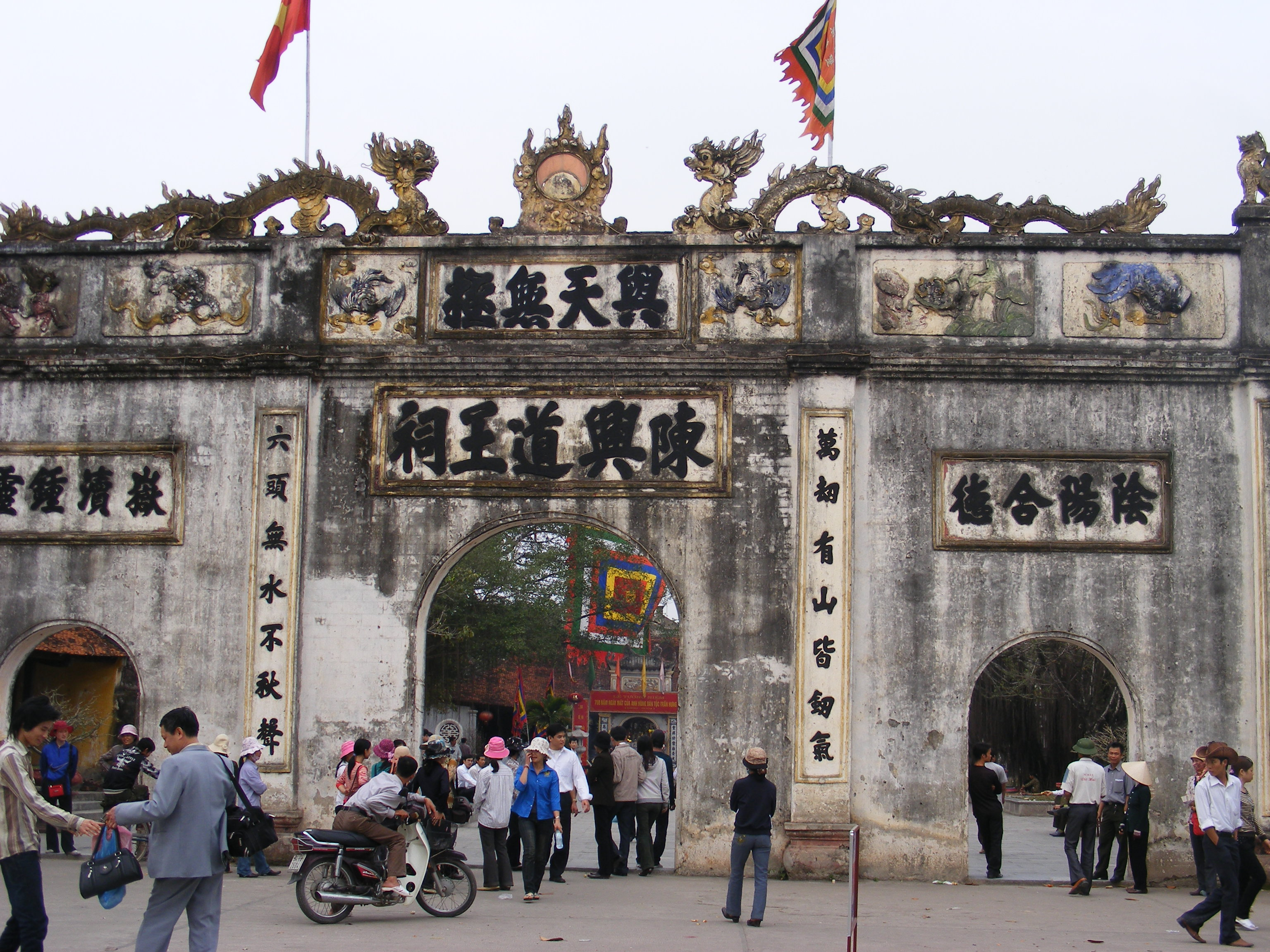
Đền Kiếp Bạc